# Тор: Вікінги
«Тор: Вікінги» (англ. «Thor: Vikings») — обмежена серія коміксів з п'яти випусків, що видавалась американським видавництвом MAX Comics, що входить до складу видавництва Marvel Comics, призначена для дорослої читацької аудиторії. Написана Ґартом Еннісом та проілюстрована Ґленном Фабрі, серія розповідає про битву супергероя-бога Тора з групою тисячолітніх неживих вікінгів, які напали на Нью-Йорк.

## Історія публікації
Серія «Thor: Vikings» виходила з 30 липня по 26 листопада 2003 року та складався з п'яти коміксів:
- «Тор: Вікінги» #1. Вічний океан (англ. «Thor: Vikings» #1. Endless Ocean)
- «Тор: Вікінги» #2. Королівство заліза (англ. «Thor: Vikings» #2. Kingdom of Iron)
- «Тор: Вікінги» #3. Час немов ріка (англ. «Thor: Vikings» #3. Time Like a River)
- «Тор: Вікінги» #4. Боротьба за добру справу (англ. «Thor: Vikings» #4. Fight the Good Fight)
- «Тор: Вікінги» #5. Побачимось у Вальгаллі (англ. «Thor: Vikings» #5. See You In Valhalla)

## Колекційні видання
| Назва         | Випуски            | Дата випуску | ISBN               |
| ------------- | ------------------ | ------------ | ------------------ |
| Thor: Vikings | Thor: Vikings #1-5 | Лютий 2004   | ISBN 9780785111757 |

## Огляди
- Кожен комікс серії опинився на 70 перших місцях рейтингу Top 300 Comics за обсягом продажів по кожному коміксу у 2003 році[4][5][6][7][8].
- Книжка «Thor: Vikings» у м'якій обкладинці посіла 5 місце у списку 50 найкращих графічних романів/телесеріалів за обсягом продажів у лютому 2004 року[9].